# Ventilation liquidienne
La ventilation liquidienne, ou ventilation liquide, est une technique de ventilation mécanique consistant à remplir le poumon avec un liquide respiratoire, un  perfluorocarbure (PFC) liquide, ayant une grande capacité de dissolution de dioxygène et de dioxyde de carbone afin de maintenir les échanges gazeux. Selon que le remplissage des poumons est partiel ou total, on parle de ventilation liquidienne partielle ou de ventilation liquidienne totale.

## Techniques

### Ventilation liquidienne partielle
La ventilation liquidienne partielle consiste à remplir la capacité résiduelle fonctionnelle des poumons de perfluorocarbone tout en continuant à le ventiler avec de l'air enrichi en dioxyde de carbone à l'aide d'un respirateur conventionnel.

### Ventilation liquidienne totale
En ventilation liquidienne totale, les poumons sont entièrement remplis avec un perfluorocarbure et un respirateur liquidien assure le renouvellement cyclique d'un volume courant de liquide.

## Avantages de la ventilation liquidienne totale

### Défaillance respiratoire aiguë
Dans les défaillances respiratoires aiguës, l'apport considérable de la ventilation liquide totale par rapport à la ventilation gazeuse, ou la ventilation liquidienne partielle, est la possibilité, en annulant l'interface air-liquide, de permettre l'expansion et le recrutement des alvéoles pathologiques non compliants avec des pressions beaucoup plus basses. Le risque de volo/barotraumatisme est très diminué, la ventilation alvéolaire est plus homogène, les atélectasies sont éliminées et les inégalités ventilation-perfusion diminuées. Ces bénéfices ont été retrouvés dans toutes les études réalisées sur des modèles animaux de détresse respiratoire. De plus, la ventilation liquide totale a un fort potentiel de lavage des voies aériennes.

### Hypothermie et ventilation liquide
La ventilation liquide, qu'elle soit partielle ou totale, permet d'utiliser les poumons comme bio-échangeurs thermiques tout en maintenant les échanges gazeux normaux au sein du poumon. En effet, les poumons reçoivent chaque minute l'ensemble du débit cardiaque, ne subissent pas de vasoconstriction liée à la température et représentent une très grande surface d'échanges. Ces caractéristiques en font l'organe de choix pour les transferts thermiques et il a par exemple été montré chez le lapin que la ventilation liquide totale permettait de diminuer la température de l'organisme très rapidement. Cette application hypothermisante de la ventilation liquide totale a été utilisée dans des modèles évaluant l'effet de l'hypothermie thérapeutique à la suite d'infarctus du myocarde ou d'arrêt cardiaque. Dans ces situations, il a été montré que l'hypothermie thérapeutique était induite très rapidement et que cette vitesse d'institution permettait de fournir un bénéfice largement supérieur à celui d'un refroidissement conventionnel,. Cette approche d'hypothermie thérapeutique ultra-rapide permettait une diminution nette de la taille de l'infarctus et améliorait fortement la survie et le pronostic neurologique.
Un ventilateur liquidien est actuellement en développement industriel en vue d'une utilisation pour limiter les séquelles chez les patients réanimés d'un arrêt cardiaque.

## Risque et efficacité
Cette technique peut entraîner des complications, notamment car la respiration de liquide demande un effort musculaire considérable. De plus, il est facile pour un être vivant d'en aspirer le dioxygène mais il est en revanche très difficile de rejeter le dioxyde de carbone.
Le défi est que malgré tous les bénéfices thérapeutiques attendus, la ventilation liquidienne totale n’a encore jamais été utilisée sur l’humain car aucun respirateur liquidien n’est disponible pour la recherche clinique. Aussi, une table ronde de spécialistes en bio-ingénierie recommande le développement d'un respirateur liquidien pour des applications cliniques.
Cependant, une étude internationale multicentre évaluant la ventilation liquidienne totale dans le syndrome de détresse respiratoire aiguë chez l'adulte n'a pas démontré un bénéfice en termes de mortalité. Les résultats décevants de cette étude clinique ont fortement freiné les activités de recherche en ventilation liquidienne partielle.